# Ramon Bonell i Chanut
Ramon Bonell i Chanut (Barcelona, 25 de febrer de 1889 — Barcelona, 8 de desembre de 1963) fou un intèrpret i professor de trompa i director d'orquestra català.

## Biografia
Va néixer al carrer de la Neu de Sant Cugat de Barcelona, fill de Ramon Bonell i Palou, natural de Linyola, i de Joana Chanut i Planchet, natural de Barcelona.
Des del 1914 fou professor de l'Escola Municipal de Música de Barcelona i de la del Liceu des del 1919. Formà part de diverses orquestres, com l'Orquestra Municipal de Barcelona, de la qual fou sotsdirector des del 1943 i de la Banda Municipal de Barcelona, de la qual fou director després de la destitució de Joan Lamote de Grignon per raons polítiques des del 1939 al 1957. Fou, també, un dels fundadors del sextet Granados.
La tasca pedagògica de Ramon Bonell es va desenvolupar tant a l'Escola Municipal de Música com al Conservatori del Liceu: als dos centres va crear una prestigiosa escola interpretativa del seu instrument.
Després de la depuració política de 1939, en virtut de la qual van ser destituïts el director i el subdirector de la Banda Municipal (Joan Lamote de Grignon i Bocquet i Ricard Lamote de Grignon i Ribas, respectivament), Ramón Bonell es va veure obligat a fer-se'n càrrec de la direcció de l'entitat, que va haver de conèixer, malgrat l'eficàcia del seu nou responsable, els dies més nefastos de la seva història, des del primer concert dirigit el 29 d'octubre de 1939 fins a la jubilació, esdevinguda el 20 de juny de 1956. Durant la primera etapa, que es pot situar entre el 1939 i el 1944, la seva tasca davant de la banda va poder continuar regularment, potser a causa de la intèrcia de la gran empenta donada per Joan Lamote durant els 25 anys del seu mandat (1914-39).
A la tràgica i empobrida Barcelona de la postguerra, els concerts simfònics populars de la Banda Municipal van omplir, per la seva regularitat i nivell artístic, un gran buit cultural. Tot i això, la creació de l'Orquestra Municipal de Barcelona el 1943 (el seu primer concert, sota la batuta del seu titular Eduard Toldrà, va tenir lloc el 31 de maig de 1944), que en si va constituir un gran encert per a la vida musical de la ciutat, va suposar la dràstica disminució del nombre de professors de la banda, que va veure reduïts els seus components a menys de la meitat (de 85 se'n va passar a 42) i relegada la seva missió al simple protocol de l'Ajuntament barceloní, així com a petites actuacions en festes populars. D´altra banda, la proscripció d´un gran nombre d´obres de compositors catalans (molts dels quals s'havien exiliat) va ocasionar el progressiu abandonament de l'autèntica dimensió de la cultura ciutadana. Els antics concerts simfònics populars de la banda van passar a ser exercits per l'Orquestra Municipal.
Ramon Bonell va ser nomenat subdirector de la nova Orquestra Municipal, a la qual va dirigir en nombroses ocasions. Finalment, es va junilar el 20 de juny de 1956.